# Chaoyangsaurus
Chaoyangsaurus youngi
Genre
Espèce
Chaoyangsaurus (« lézard de Chaoyang ») est un genre éteint de petits dinosaures cératopsiens herbivores du Jurassique supérieur de Chine.
Il est connu par une seule espèce, Chaoyangsaurus youngi, décrite par X. Zhao, Z. Cheng et X. Xu en 1999, à partir d'un squelette partiel incluant un crâne, découvert dans la Formation de Tuchengzi de la province de Liaoning.

## Description
La longueur totale de l'animal est évaluée à 60 centimètres et sa masse à une douzaine de kilos.